# Список силових вправ

## Нижня частина тіла

### Квадрицепс
Вправи на чотириголовий м'яз стегна.
| Ілюстрація | Вправа                                    | Опис |
| ---------- | ----------------------------------------- | --- |
|            | Випади (англ. Lunge)                      | Спортсмен робить крок з перенесенням ваги на передню ногу, при чому стегна і гомілки обох ніг утворюють прямий кут. Після цього він відштовхується п'ятою від підлоги і повертається у вихідне положення. Можна виконувати без додаткового навантаження. |
|            | Жим ногами (англ. Leg press)              | В положенні сидячи з нахилом на тренажері спортсмен згинає та розгинати ноги в колінах, опускаючи та піднімаючи навантаження. |
|            | Присідання (англ. Squat)                  | Спортсмен сідає навприсядки, а потім встає, повертаючись у положення стоячи. Можна виконувати без додаткового навантаження. |
| Ілюстрація | Присід з опорою на стіну (англ. Wall sit) | Спортсмен перебуває у присяді, спираючись на стіну широко розпрямленими плечима. Стопи міцно зафіксовані на підлозі на відстані бл. 50 см від стіни (оптимальна дистанція залежить від зросту спортсмена).                                               |
|            | Розгинання ніг (англ. Leg extension)      | В положенні сидячи на тренажері спортсмен згинає та випрямляє ноги, опускаючи та піднімаючи навантаження. |
|            | Станова тяга (англ. Deadlift)             | Спортсмен встає із положення напівприсяду зі штангою у випрямлених руках, при цьому спершу випрямляючи ноги, а тоді спину. Після цього послідовно згинаючи спину і ноги, повертається у вихідне положення.                                               |

### Жижки
Вправи на  задньостегнові м'язи (півсухожилковий, півперетинчастий та двоголовий м'яз стегна).
| Ілюстрація | Вправа                                        | Опис |
| ---------- | --------------------------------------------- | --- |
|            | Випади (англ. Lunge)                          | Див. вище |
|            | Згинання ніг (англ. Leg curl)                 | Спортсмен у положенні лежачи на животі на тренажері згинає та випрямляє ноги, піднімаючи та опускаючи навантаження. |
|            | Жим ногами (англ. Leg press)                  | Див. вище |
|            | Нахили вперед зі штангою (англ. Good-morning) | Спортсмен зі штангою на плечах нахиляється вперед і випрямляється. |
|            | Присідання (англ. Squat)                      | Див. вище |
| Ілюстрація | Ривок (англ. Snatch)                          | Спортсмен піднімає штангу над головою одним злитим рухом прямо з помосту на повністю випрямлені руки, одночасно підсідаючи під неї. Потім, утримуючи штангу над головою на випрямлених руках, спортсмен піднімається, повністю випрямляючи ноги. |
|            | Станова тяга (англ. Deadlift)                 | Див. вище |

### Литки
Вправи на литковий м'яз.
| Ілюстрація | Вправа                                              | Опис |
| ---------- | --------------------------------------------------- | --- |
|            | Підйоми на носки стоячи (англ. Standing calf raise) | Спортсмен у положенні стоячи зі штангою (або з рамою тренажера) на плечах піднімається на носки і опускається у вихідне положення, піднімаючи на опускаючи навантаження. |
|            | Підйоми на носки сидячи (англ. Seated calf raise)   | Спортсмен у положенні сидячи зі штангою (або з рамою тренажера) на колінах піднімає і опускає ноги на носки у вихідне положення, піднімаючи на опускаючи навантаження.   |

## Верхня частина тіла

### Груди
Вправи на великий грудний м'яз .
| Ілюстрація | Вправа                                | Опис |
| ---------- | ------------------------------------- | --- |
|            | Відтискання (англ. Push-up)           | Спортсмен у положенні упору лежачи згинає та випрямляє руки в ліктях, опускаючи та піднімаючи тіло паралельно до підлоги, не торкаючись її колінами та корпусом. |
|            | Відтискання на брусах (англ. Dip)     | Спортсмен у положенні упору на брусах згинає та випрямляє руки в ліктях, опускаючи на піднімаючи тіло.                                                           |
|            | Жим лежачи (англ. Bench press)        | Спортсмен у положенні лежачи зі штангою в руках згинає та розпрямляє руки перед обличчям, опускаючи та піднімаючи штангу.                                        |
|            | Зведення рук (англ. Machine fly)      | Спортсмен у положенні сидячи на тренажері зводить і розводить руки, піднімаючи та опускаючи навантаження.                                                        |
|            | Розведення рук (англ. Lateral raises) | Спортсмен у положенні стоячи з гантелями в руках піднімає руки вбік на рівень плечей і опускає у вихідне положення.                                              |

### Спина
Вправи на найширший м'яз спини.
| Ілюстрація | Вправа                                  | Опис |
| ---------- | --------------------------------------- | --- |
|            | Підтягування (англ. Pull-up)            | Спортсмен тримається руками за перекладину без опори на землю. Він згинає та випрямляє руки, піднімаючи та опускаючи тіло. Підйом вважається виконаним, коли спортсмен підборяддям піднімається над перекладиною.                                                                        |
|            | Тяга до поясу (англ. Bent-over row)     | Спортсмен у положенні нахилу, неактивна рука і відповідна нога зігнута в коліні з упором на підвищення. Інша нога пряма з упором на підлогу. Активна рука згинається і випрямляється, піднімаючи та опускаючи гирю або гантелю. Існує також варіант зі штангою на обидві руки одночасно. |
| Ілюстрація | Тяга блоку до обличчя (англ. Face pull) | Спортсмен у положенні стоячи з ручками тренажера в руках, згинає руки і розпрямляє плечі, дотягуючи ручки тренажера до обличчя і таким чином піднімаючи вагу. Після цього повертається у вихідне положення.                                                                              |
|            | Тяга блоку до поясу (англ. Row)         | Спортсмен у положенні сидячи з упором ногами на тренажері згинає і розгинає руки, піднімаючи і опускаючи навантаження. |
|            | Тяга верхнього блоку (англ. Pull-down)  | Спортсмен у положенні сидячи на тренажері згинає та випрямляє руки над головою, піднімаючти та опускаючи навантаження. |
|            | Шраги (англ. Shoulder shrug)            | Спортсмен у положенні стоячи з гателями чи штангою в руках піднімає і опускає плечі, піднімаючи та опускаючи навантаження. |

### Дельти
Вправи на дельтоподібний м'яз.
| Ілюстрація | Вправа                                              | Опис |
| ---------- | --------------------------------------------------- | --- |
|            | Вертикальні відтискання (англ. Handstand push-up)   | Спортсмен у положенні догори ногами, руки з упором на підлогу, ноги зіперті на стіну. Він згинає та випрямляє руки, опускаючи та піднімаючи тіло.                                          |
|            | Військовий жим (англ. Military press)               | Спортсмен у положенні стоячи зі штангою в руках навпроти грудей піднімає штангу над головою і опускає у вихідне положення.                                                                 |
|            | Підйоми вперед (англ. Front raise)                  | Спортсмен у положенні стоячи зі штангою в руках, руки опущено долонями назад. Він піднімає руки до рівня очей і опускає у вихідне положення. Існує версія з почерговим підняттям гантелей. |
|            | Підйоми задніх дельт (англ. Rear delt raise)        | Спортсмен у положенні лежачи на животі (або стоячи/сидячи з нахилом вперед), в руках тримає гантелі. Він розводить руки вбоки до рівня плечей і повертає у вихідне положення.              |
|            | Жим на плечі (англ. Overhead press, Shoulder press) | Спортсмен у положенні сидячи з гантелями в зігнутих руках над плечами. Він випрямляє руки і згинає у вихідне положення, піднімаючи гантелі над головою. Існують варіанти зі штангою.       |
|            | Розведення рук (англ. Lateral raises)               | Див. вище |
|            | Тяга до підборіддя (англ. Upright row)              | Спортсмен у положенні стоячи з гантелями в руках, тягне лікті вертикально вгору, розводячи їх у боки, потім опускає у вихідне положення.                                                   |
| Ілюстрація | Тяга блоку до обличчя (англ. Face pull)             | Див. вище |

### Трицепс
Вправи на триголовий м'яз плеча
| Ілюстрація | Вправа                                                              | Опис |
| ---------- | ------------------------------------------------------------------- | --- |
|            | Вертикальні відтискання (англ. Handstand push-up)                   | Див. вище |
|            | Відтискання (англ. Push-up)                                         | Див. вище |
|            | Відтискання на брусах (англ. Dip)                                   | Див. вище |
|            | Жим лежачи (англ. Bench press)                                      | Див. вище |
|            | Жим на плечі (англ. Overhead press, Shoulder press)                 | Див. вище |
|            | Розгинання рук або французький жим (англ. Lying triceps extensions) | Спортсмен у положенні лежачи з гантелями (або штангою) в руках піднімає руки над собою, згинає передпліччя і випрямляє до початкового положення. |

### Біцепс
Вправи на двоголовий м'яз плеча.
| Ілюстрація | Вправа                                                | Опис |
| ---------- | ----------------------------------------------------- | --- |
| Ілюстрація | Вправа Зоттманна (англ. Zottmann curl)                | Спортсмен у положенні стоячи з гантелями в руках згинає руки в ліктях, піднімаючи навантаження до плечей. При цьому руки обернені долонями до тіла при підйомі і долонями від тіла при опусканні. |
|            | Вправа молот (англ. Hammer curl)                      | Спортсмен у положенні стоячи з гантелями в руках згинає руки в ліктях, піднімаючи гантелі до рівня прямого кута, після чого опускає у вихідне положення.                                          |
|            | Згинання рук на біцепс (англ. Biceps curl)            | Спортсмен у положенні стоячи з гантелями в руках згинає руки в ліктях, піднімаючи гантелі до рівня плеча, після чого опускає у вихідне положення. Існує варіант із почерговим згинанням рук.      |
|            | Підйом штанги на біцепс (англ. Standing barbell curl) | Спортсмен у положенні стоячи зі штангою в руках згинає руки в ліктях, піднімаючи штангу до рівня плеча, після чого опускає у вихідне положення.                                                   |

## Пояс

### Живіт
Вправи на м'язи живота
| Ілюстрація | Вправа                                       | Опис |
| ---------- | -------------------------------------------- | --- |
|            | Підйоми корпуса (англ. Sit-up)               | Спортсмен у положенні лежачи на спині, ноги зігнуті в колінах, стопи впираються в підлогу. Руки можуть бути складені навхрест на грудях, зімкнуті за головою або витягнуті вперед. Спортсмен скручується (при цьому поперек відривається від підлоги) і повертається у вихідне положення.    |
|            | Скручування (англ. Crunch)                   | Спортсмен у положенні лежачи на спині, ноги зігнуті в колінах, стопи впираються в підлогу. Руки можуть бути складені навхрест на грудях, зімкнуті за головою або витягнуті вперед. Спортсмен скручується (при цьому поперек не відривається від підлоги) і повертається у вихідне положення. |
|            | Підйоми ніг (англ. Leg raise)                | Спортсмен у положенні лежачи на спині піднімає випрямлені ноги так, щоб вони були перпендикулярні до торсу, після чого повертає у вихідне положення. |
|            | Планка (англ. Plank)                         | Спортсмен перебуває у положенні упору лежачи, руки зігнуті в ліктях під прямим кутом. Потрібно витримати цю позицію певний тривалий час. |
| Ілюстрація | Повороти тулуба сидячи (англ. Russian twist) | Спортсмен у положенні сидячи, стопи трохи підняті над підлогою, руки зігнуті перед собою. Він виконує повороти вправо-вліво. |
|            | Присідання (англ. Squat)                     | Див. вище |

### Нижня частина спини
| Ілюстрація | Вправа                                        | Опис |
| ---------- | --------------------------------------------- | --- |
|            | Гіперекстензії (англ. Hyperextension)         | Спортсмен в положенні лежачи на животі, впираючись стегнами в опору і закріпивши ноги, згинається вниз і випрямляється, таким чином опускаючи на піднімаючи тіло. |
|            | Нахили вперед зі штангою (англ. Good-morning) | Див. вище |
|            | Станова тяга (англ. Deadlift)                 | Див. вище |